# Amboalimena
Amboalimena is een plaats en gemeente in Madagaskar gelegen in het district Belo sur Tsiribihina van de regio Menabe. Er woonden bij de volkstelling in 2001 ongeveer 1000 mensen.
In de plaats is basisonderwijs beschikbaar. 50% van de bevolking is landbouwer en 40% houdt zich bezig met veeteelt. Het belangrijkste gewas is rijst, maar er wordt ook mais en zoete aardappelen verbouwd. 5% van de bevolking is werkzaam in de dienstensector en 5% van de bevolking voorziet in zijn levensbehoeften middels visserij.